# Parafia bł. Michała Kozala w Gnieźnie
Parafia pw. bł. Michała Kozala w Gnieźnie – jedna z parafii rzymskokatolickich w Gnieźnie. Należy do dekanatu Gniezno I. Znajduje się w zachodniej części miasta; swoim zasięgiem obejmuje część osiedla Piekary, całe osiedle Skiereszewo oraz dwie wsie. Główną świątynią parafii jest kościół parafialny pw. Matki Bożej Fatimskiej oraz św. Jana Pawła II, który wraz z plebanią mieści się przy ul. Elizy Orzeszkowej 22d. Parafia erygowana została 1 stycznia 1988 r. przez kardynała Józefa Glempa. Według danych z odwiedzin duszpasterskich 2019/2020 parafia liczy 5300 mieszkańców. Od 1 lipca 2012 roku zarządzana przez księży Michalitów ze Zgromadzenia Świętego Michała Archanioła.

## Historia

### Pierwsze lata istnienia parafii
Parafia została założona w 1988 roku dekretem kard. Józefa Glempa. Jej pierwszym proboszczem został ks. Alfred Lewicz. Z powodu braku plebanii, przy kościele stanął stary, drewniany barak, który służył jako tymczasowa plebania. Znalazły się w nim trzy mieszkania, kuchnia, pokój gościnny i salka katechetyczna. W 1990 roku powstała pierwsza grupa w parafii – Koło Matek Żywego Różańca. Rok później powstała Służba Liturgiczna. Powstało też Bractwo Szkaplerza, do dziś działające przy klasztorze Sióstr Karmelitanek. Po roku 1992 i reorganizacji struktury Kościoła katolickiego w Polsce, parafia została przydzielona do dekanatu Gniezno I. Parafia była w posiadaniu ziemi pod budowę kościoła i plebanii. Na zlecenie proboszcza została wykonana makieta i plany budowy. Dwukrotnie projekt nie został zaakceptowany przez Kurię Metropolitalną.

### Lata 1997–2003
W 1997 roku nastąpiła zmiana proboszcza – miejsce ks. Lewicza zajął ks. Witold Dusiński. Opuścił on jednak parafię po kilku miesiącach. Nowym proboszczem został ks. Sławomir Jessa. Otrzymał on także od abpa Muszyńskiego zadania kapelana Wojewódzkiego Szpitala dla Nerwowo i Psychicznie Chorych Dziekanka w Gnieźnie. Rozpoczął remont kościoła parafialnego, którym od założenia parafii do 2010 roku był kościół bł. Michała Kozala w Gnieźnie. Ksiądz Jessa rozpoczął dialog ze Wspólnotą Kościoła Ewangelickiego-Augsburskiego, która korzystała z kościoła parafialnego. Parafianie i ewangelicy pod koniec lat 90. wspólnie ufundowali remont wieży kościoła. Proboszcz wymienił również oświetlenie, konfesjonały, dokonał remontu południowej zakrystii (od strony szpitala). Po kilku latach posługi w parafii proboszcz otrzymał tytuł wicedziekana dekanatu. Od 2000 roku zaczęły powstawać kolejne grupy w parafii. Była to Odnowa w Duchu Świętym, Duszpasterstwo Młodych oraz dwa zespoły – chórek dziecięcy i zespół „Piąta Pieczęć”. W 2001 roku dokonano zamiany ziem z Urzędem Miasta i rozpoczęto budowę nowej plebanii przy ul. Elizy Orzeszkowej.

### Lata 2004–2009
W 2005 roku zespół „Piąta Pieczęć” opuścił parafię, rozpoczynając koncerty w całej diecezji, później też w całej Polsce. W kolejnych latach zmieniali się wikariusze. Kolejnymi byli ks. Witold Ceglarek i ks. Błażej Czarnecki. 7 grudnia 2005 roku tragicznie zmarł ks. Ceglarek. Jego pogrzeb zgromadził wielu parafian, a także duchownych i wiernych z innych parafii. W 2007 roku księża rozpoczęli przeprowadzkę do nowej plebanii, gdzie ukończona została część mieszkalna. W tym czasie nastąpiła zmiana wikariusza – miejsce ks. Czarneckiego zajął ks. Jakub Dębiec, doktor teologii pastoralnej i liturgiki. Stał się opiekunem Liturgicznej Służby Ołtarza, którą zreorganizował. Zainicjował także budowę boiska sportowego przy plebanii. Po kilku miesiącach został mianowany Diecezjalnym Duszpasterzem Służby Liturgicznej. Po niespełna roku posługi w parafii abp Henryk Muszyński mianował go swoim ceremoniarzem, później także prefektem seminarium w Gnieźnie, co zmusiło go do opuszczenia parafii. Nowym wikariuszem został ks. Krzysztof Walkowski, który ukończył specjalistyczne studia w Rzymie i właśnie powrócił do Polski. W 2008 roku założył on nową Wspólnotę Młodzieży „Allegria”, która zajęła miejsce dawnego Duszpasterstwa Młodych. Kilka miesięcy później kilku członków wspólnoty utworzyło Zespół Muzyczny „Allegria”. Ks. Walkowski wprowadził do służby liturgicznej dziewczęta czytające w czasie mszy – lektorki. Pod koniec 2008 roku, parafia otrzymała cmentarz przy zbiegu ulic Dalkoskiej i Kostrzewskiego (obecnie ul. Aleksandra Piotrowskiego). Pod koniec kolejnego, 2009 roku wspólnymi siłami młodych i innych parafian ukończona została kolejna część plebanii (centrum parafialnego) – Centrum Formacji Młodych „Studnia”. Po odejściu ks. Karmolińskiego do parafii przybył nowy wikariusz – ks. Piotr Szymkowiak. Założył nowy chórek dziecięcy pod nazwą „Małe Radości”, a także rozpoczął przygotowania do VI Parafiady Archidiecezji Gnieźnieńskiej. Dzięki niemu powstała Komisja Sportowa, która nadzorowała przygotowania do Parafiady. Wznowione zostały również prace przy boisku. Od 22 listopada 2009 roku zaczęła się ukazywać gazetka parafialna – „Z życia Parafii bł. Michała Kozala...”, która co tydzień była dodatkiem do Przewodnika Katolickiego.

### Lata 2010–2012
Od początku 2010 roku trwały przygotowania do Parafiady, która odbywała się w dniach 2–3 maja w Inowrocławiu. Podczas ogłoszenia wyników parafii przyznano III miejsce, jednak kilka dni później punktacja generalna została zmieniona i parafia zajęła ostatecznie II miejsce. 16 czerwca ks. Krzysztof Walkowski mianowany został administratorem parafii ze względu na konieczność podjęcia leczenia przez proboszcza. 24 czerwca 2010 roku odbyło się uroczyste otwarcie i poświęcenie Boiska Sportowego „Kozalik”, Centrum Formacji Młodych „Studnia” i nowo powstałego Parafialnego Klubu Sportowego „Kozal Gniezno”, którego dokonał ks. kan. Andrzej Grzelak, dziekan dekanatu. Pod koniec czerwca rozpoczęły się prace przy ostatniej, niedokończonej części Centrum Parafialnego – dużej sali, którą planowano przekształcić w tymczasową kaplicę, a także na cmentarzu parafialnym. Z dniem 4 września dotychczasowy proboszcz został przeniesiony jako rezydent do parafii św. Jadwigi Królowej w Inowrocławiu. 12 września, na jednej z niedzielnych mszy świętych delegacje wspólnot parafialnych, a także inni parafianie, wspólnie podziękowali mu za jego posługę w parafii. W wigilię Bożego Narodzenia 24 grudnia 2010 roku odbyła się pasterka, która została odprawiona w nowej kaplicy przy centrum parafialnym. W dniach 2–3 maja parafia, wzorem ubiegłego roku uczestniczyła w VII Parafiadzie Archidiecezji Gnieźnieńskiej, pokonując pierwszy raz w historii sześciokrotnych zwycięzców – parafię św. Mikołaja ze Sławna i zajmując tym samym 1. miejsce. Parafia w nagrodę otrzymała Puchar Arcybiskupa Metropolity Gnieźnieńskiego Prymasa Polski oraz złoty ornat przez niego ufundowany. W lipcu 2011 roku dokonana została rozbiórka baraku przy kościele parafialnym, który do 2007 roku służył jako tymczasowa plebania, a w 2009 roku został wyłączony z użytku. We wrześniu tego samego roku zakończone zostały prace przy Centrum Parafialnym, które polegały na utworzeniu parkingu, dojazdu do garaży oraz upiększeniu terenu. Z dniem 7 lutego 2012 roku w związku z poważną awarią komina w kościele i koniecznością jego remontu, świątynia została tymczasowo zamknięta, a wszystkie msze święte przeniesione do kaplicy przy centrum parafialnym. 30 maja urlopowany proboszcz ks. Jessa obchodził 25. rocznicę święceń kapłańskich. Kilka dni później, 5 czerwca został formalnie zwolniony z obowiązków proboszcza. W niedzielę 17 czerwca miało miejsce jego uroczyste pożegnanie. 24 czerwca abp Józef Kowalczyk wystosował list do parafian, w którym napisał, że (...) w pierwszym paragrafie dekretu erekcyjnego czytamy, że „Rodzinie Parafialnej jako Dom Boży służyć będzie kościół pod wezwaniem bł. Michała Kozala Biskupa i Męczennika, który zostanie pobudowany na terenie tej parafii”. To zadanie postawione przez ówczesnego arcybiskupa metropolitę gnieźnieńskiego, Księdza Prymasa Józefa Glempa, stoi ciągle przed Waszą wspólnotą do wypełnienia. W związku z koniecznością budowy nowego kościoła, Prymas wraz z przełożonym Zgromadzenia Świętego Michała Archanioła podpisał 25 czerwca umowę o rozpoczęciu posługi Zgromadzenia Michalitów w Archidiecezji Gnieźnieńskiej i przekazaniu im z dniem 1 lipca Parafii bł. Michała Kozala w Gnieźnie. Tym samym z dniem 30 czerwca abp Kowalczyk zwolnił wszystkich dotychczasowych duszpasterzy i z dniem 1 lipca skierował czterech kapłanów ze Zgromadzenia Michalitów do pracy duszpasterskiej w parafii. We wrześniu ukończone zostały prace przy parkingu. Z dniem 20 grudnia parafia otrzymała na własność kościół przy ul. Poznańskiej, który w latach 1988–2010 był główną świątynią parafii. Dotychczas świątynia była własnością Skarbu państwa.

### Lata 2013–2018
Od początku roku trwały prace nad projektem nowego kościoła parafialnego, które zostały ukończone w czerwcu. 13 lipca Przełożony Generalny Zgromadzenia św. Michała Archanioła ks. Kazimierz Radzik CSMA dokonał poświęcenia placu budowy kościoła. W połowie lipca parafia otrzymała dofinansowanie z Ministerstwa Kultury i Dziedzictwa Narodowego na rzecz remontu kościoła filialnego. Prace remontowe rozpoczęły się 14 października. Od września swoją działalność rozpoczęła Oaza Dzieci Bożych, natomiast zawieszona została działalność Wspólnoty Młodzieży Allegria. W marcu 2014 roku rozpoczęły się prace budowlane przy nowym kościele parafialnym i przed letnimi wakacjami ukończone zostały fundamenty. Wykonana została także elewacja kaplicy parafialnej i części mieszkalnej centrum parafialnego. 31 maja parafia wzięła udział w X Parafiadzie Archidiecezji Gnieźnieńskiej, w czasie której zdobyła 1 miejsce. Od marca do lipca zawieszono prace remontowe kościoła filialnego, ze względu na brak dalszego dofinansowania z MKiDN. W wakacje zamontowano nowe ogrzewanie w kościele. Następnie, ze względu na dalszy brak dofinansowania, prace zostały zawieszone do października. Od września działalność rozpoczęła Oaza Młodzieżowa. Wraz z końcem roku 2014 ukończone zostały prace nad całkowitym remontem dachu kościoła filialnego. W czasie tych prac, w kościele filialnym odkryto malowidła ścienne z XIX wieku. Zgodnie z zaleceniami Miejskiego Konserwatora Zabytków, Parafia ma za zadanie odrestaurować te malowidła, jak również dokonać wymiany okien, posadzki i osuszenia fundamentów. W związku z tym, od początku 2015 roku opracowywany jest program konserwatorsko-naprawczy, który pozwoli na wystąpienie do MKiDN o dofinansowanie remontu, którego Parafia z własnych środków nie jest w stanie zrealizować. Od marca 2015 roku wznowione zostały prace przy budowie nowego kościoła parafialnego, którego stan surowy został ukończony w 2017 roku. 21 maja tegoż roku abp Józef Kowalczyk dokonał aktu wmurowania kamienia węgielnego. 27 kwietnia 2018 roku przeniesiono Najświętszy Sakrament z tymczasowej kaplicy do nowego kościoła, gdzie rozpoczęto sprawowanie kultu. Z tym samym dniem kaplica pw. bł. Michała Kozala przy centrum parafialnym została zdesakralizowana. 17 czerwca tego samego roku, abp Wojciech Polak Prymas Polski dokonał uroczystej konsekracji świątyni, której nadał wezwanie Matki Bożej Fatimskiej i św. Jana Pawła II.

## Proboszczowie
- ks. Alfred Lewicz (1988–1997)
- ks. Witold Dusiński (1997)
- ks. Sławomir Jessa (1997–2012)
- ks. Krzysztof Walkowski (administrator, 2010–2012)
- ks. Krzysztof Stanula CSMA (2012–2021)
- ks. Piotr Bulanda CSMA (od 2021)

## Zasięg parafii
Parafia swoim zasięgiem obejmuje część ulic dzielnicy Piekary (ulice pomiędzy ul. Piekary, ul. Czarnieckiego a ul. Poznańską), teren szpitala Dziekanka, dzielnicę Dziekanka i Skiereszewo, ul. Strumykową oraz wieś Skiereszewo i Braciszewo. Na terenie parafii znajdują się cztery szkoły: Szkoła Podstawowa nr 3 im. św. Wojciecha, Gimnazjum Stowarzyszenia Rodzice-Dzieciom, I Liceum Ogólnokształcące im. Bolesława Chrobrego i Instytut Kultury Europejskiej.

## Miejsca kultu

### Kościół filialny

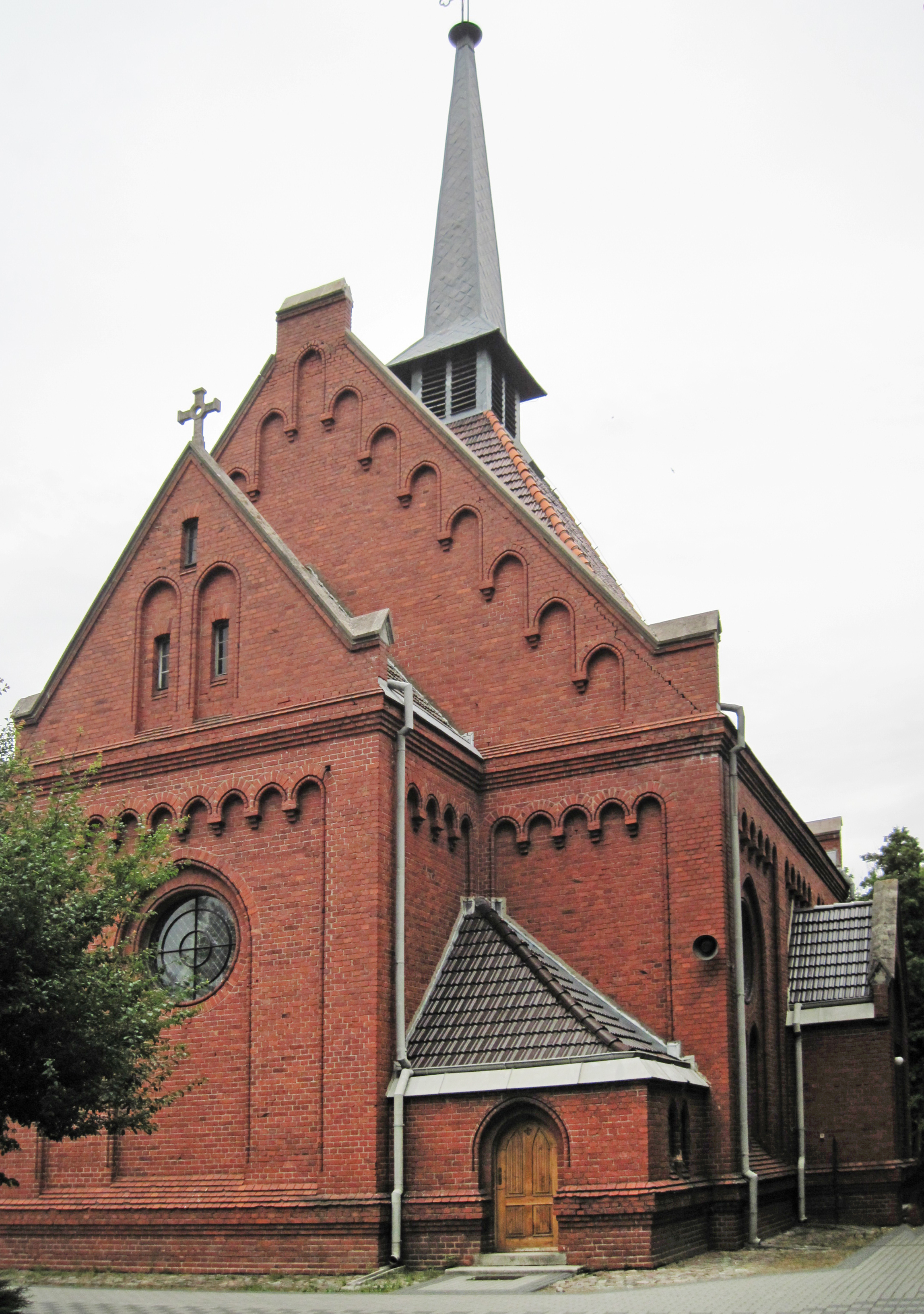
Kościół filialny

Zabytkowy kościół wybudowany z czerwonej cegły na planie prostokąta pod koniec XIX wieku. Początkowo służył jako kaplica dla szpitala „Dziekanka”. Obecnie jest świątynią dwuwyznaniową z dwoma prezbiteriami i dwiema zakrystiami. Jedno prezbiterium służy tej parafii, drugie wykorzystywane jest przez Wspólnotę Kościoła Ewangelicko-Augsburskiego. Pomieścić może ok. 200 wiernych. Posiada drewniany chór z organami. Posiada nieczynną wieżę, odrestaurowaną pod koniec lat 90. ubiegłego wieku. W czterech narożnikach świątyni znajdują się pomieszczenia: dwa połączone z kościołem – zakrystie oraz dwa oddzielone od niego – biuro charytatywne parafii oraz kotłownia. W związku z awarią komina kościół został zamknięty, a wszystkie msze święte przeniesione do kaplicy parafialnej. Od października 2013 trwają w nim prace remontowe.

### Kaplica Świętej Rodziny przy Klasztorze Sióstr Karmelitanek
Kaplica w klasztorze powstała w tym samym czasie, co sam klasztor. Sprawowane są tam codziennie Msze święte dla sióstr z udziałem wiernych z parafii. W centrum kaplicy znajduje się marmurowy ołtarz oraz obraz Świętej Rodziny. Po prawej stronie znajdują się kraty, za którymi w Eucharystii uczestniczą Siostry Karmelitanki.

### Kaplica przy centrum parafialnym
Było to tymczasowe miejsce kultu, utworzone w 2010 roku przez ówczesnego administratora parafii, ks. Krzysztofa Walkowskiego. Kaplica mieściła się w dotychczas niezagospodarowanej części centrum parafialnego. Pierwsza Msza święta była sprawowana w Wigilię Bożego Narodzenia 2010 roku. Kaplica została erygowana dekretem abpa Józefa Kowalczyka z dnia 21 kwietnia 2011 roku i poświęcona bł. Michałowi Kozalowi. W sierpniu 2014 roku ukończono jej elewację zewnętrzną. 27 kwietnia 2018 roku sprawowano w niej ostatnią mszę, po czym przeniesiono Najświętszy Sakrament do nowego kościoła. Kaplica, dekretem abp. Wojciecha Polaka, została z tym samym dniem zdesakralizowana.

## Dom zakonny

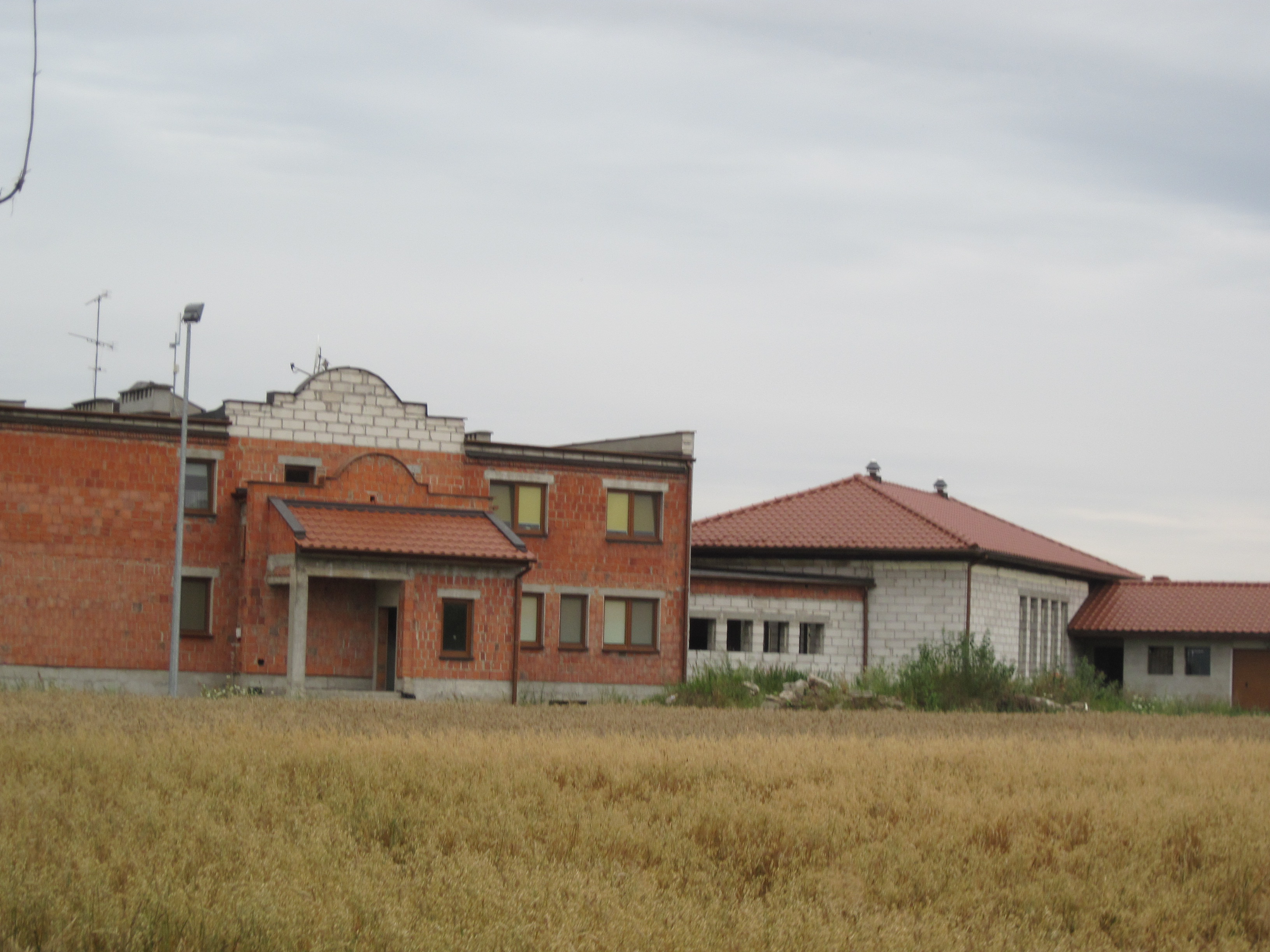
Centrum Parafialne

Wybudowany w latach 2001–2017, mieści się przy ulicy Elizy Orzeszkowej 22d. W jego skład wchodzą: część mieszkalna (plebania), Centrum Formacji Młodych „Studnia”, sala im. bł. Bronisława Markiewicza oraz garaże. W latach 2010–2017, przed powstaniem sali bł. B. Markiewicza, istniała tam tymczasowa kaplica parafialna. W latach 2010–2015 przy plebanii funkcjonowało boisko parafialne „Kozalik”. W 2011 roku ukończone zostały prace przy utworzeniu dojazdu do garaży oraz prace ogrodowe wokół plebanii. Po przekazaniu parafii pod zarząd Zgromadzenia Księży Michalitów, plebania stała się własnością zgromadzenia, a pozostałe pomieszczenia centrum parafialnego pozostały własnością parafii. We wrześniu 2012 roku ukończono prace nad parkingiem. Z dniem 1 listopada 2012 roku erygowany został dom zakonny Zgromadzenia św. Michała Archanioła, w części mieszkalnej utworzono także kaplicę pw. św. Dominika. W sierpniu 2014 roku ukończono elewację kaplicy oraz plebanii od strony parkingu. Prace budowlane zostały ostatecznie ukończone w 2017 roku.

### Centrum Formacji Młodych „Studnia”
Część Centrum Parafialnego utworzona na pod koniec roku 2009. Początkowo ta część plebanii miała służyć jako przedszkole. Gdy w 2008 roku zawiązała się Wspólnota Młodzieży Allegria, młodzi nie mieli własnego miejsca spotkań. Ze względu na coraz większą liczbę członków Wspólnoty, duszpasterze postanowili przeznaczyć nie ukończoną jeszcze część plebanii na miejsce spotkań młodzieży. W skład CFM weszło: Oratorium modlitewne, mniejsza sala spotkań, magazyn oraz toalety. Obecnie Centrum Formacji zostało zlikwidowane i podzielone na dwie części. W miejscu mniejszej sali spotkań znalazło się biuro parafialne, przeniesione z głównej części plebanii, natomiast w oratorium znajduje się sala lekcyjna, w której odbywają się zajęcia z języka angielskiego i niemieckiego, prowadzone przez Akademię Języków Obcych. Oratorium jest też wykorzystywane jako miejsce spotkań niektórych grup duszpasterskich.

## Wspólnoty, koła i zgromadzenia przy parafii
Od początku istnienia parafii powstawały w niej liczne zgromadzenia, koła i wspólnoty. Intensywnie zakładano je w latach 2008–2010, kiedy łącznie powstało ich pięć. Są to:
- Służba Liturgiczna – należą do niej ministranci, lektorzy, lektorki i ceremoniarze. Posiadają własny sztandar[26]. Jej przedstawicielem jest Prezes LSO. Posiadają własną stronę na portalu społecznościowym.
- Chórek Dziecięcy „Małe Radości” – grupa założona pod koniec 2009 roku, skupia śpiewające dzieci ze szkoły podstawowej oraz starszych gitarzystów, pełniących funkcję animatorów. Zajął III miejsce na VI i X Parafiadzie Archidiecezji Gnieźnieńskiej[27][26].
- Wspólnota Żywego Różańca – jedna z pierwszych grup powstałych w tej parafii. Składa się z dwóch róż kobiet, dwóch róż małżeńskich i rodzinnych oraz róży misyjnej. Posiada własny sztandar[28][26]. Jej przedstawicielem jest Zelatorka Żywego Różańca.
- Grupa charytatywna Caritas – grupa kilkunastu wolontariuszy, którzy pomagają ludziom biednym i potrzebującym z parafii[2].
- Chór parafialny św. Michała Archanioła - powstał w 2018 roku na uroczystość konsekracji kościoła parafialnego, z inicjatywy ówczesnego wikariusza, ks. Maksymiliana Wójtowicza CSMA[3].
- Odnowa w Duchu Świętym „Źródło Jakuba” – grupa założona w 1996 roku[26]. W 2013 roku współorganizowała dla całej parafii Rekolekcje Odnowy Wiary.
- Domowy Kościół – gałąź rodzinna Ruchu Światło-Życie. Obecnie przy parafii działają trzy kręgi[2][26].
- Oaza Dzieci Bożych – gałąź dziecięca Ruchu Światło-Życie. Istnieje od 2013 roku. Uczestniczy we wspólnych rekolekcjach oraz diecezjalnych rekolekcjach oazowych[29]
- Oaza Młodzieżowa – gałąź młodzieżowa Ruchu Światło-Życie, istnieje od 2014 roku[3].
- Parafialny Klub Sportowy(PKS) „Kozal Gniezno” – założony został w czerwcu 2010 roku. Inicjatywa utworzenia Klubu zrodziła się po zajęciu II miejsca na VI Parafiadzie[30]. Posiada własny statut oraz zarząd i Radę Nadzorczą[31]. Organizuje coroczne turnieje - tenisa stołowego oraz piłki nożnej halowej[32].

Dawniej w parafii funkcjonowały takie grupy, jak: Duszpasterstwo Młodzieży (w latach 2000–2004), Wspólnota Młodzieży Allegria (w latach 2008–2012), Zespół Muzyczny Allegria (w latach 2008–2014), Zespół Muzyczny Piąta Pieczęć (w latach 2004–2014), Wspólnota Rodzin (w latach 2009–2012), Bractwo Świętej Rodziny (w latach 2010–2016).

## Klasztor Sióstr Karmelitanek Bosych

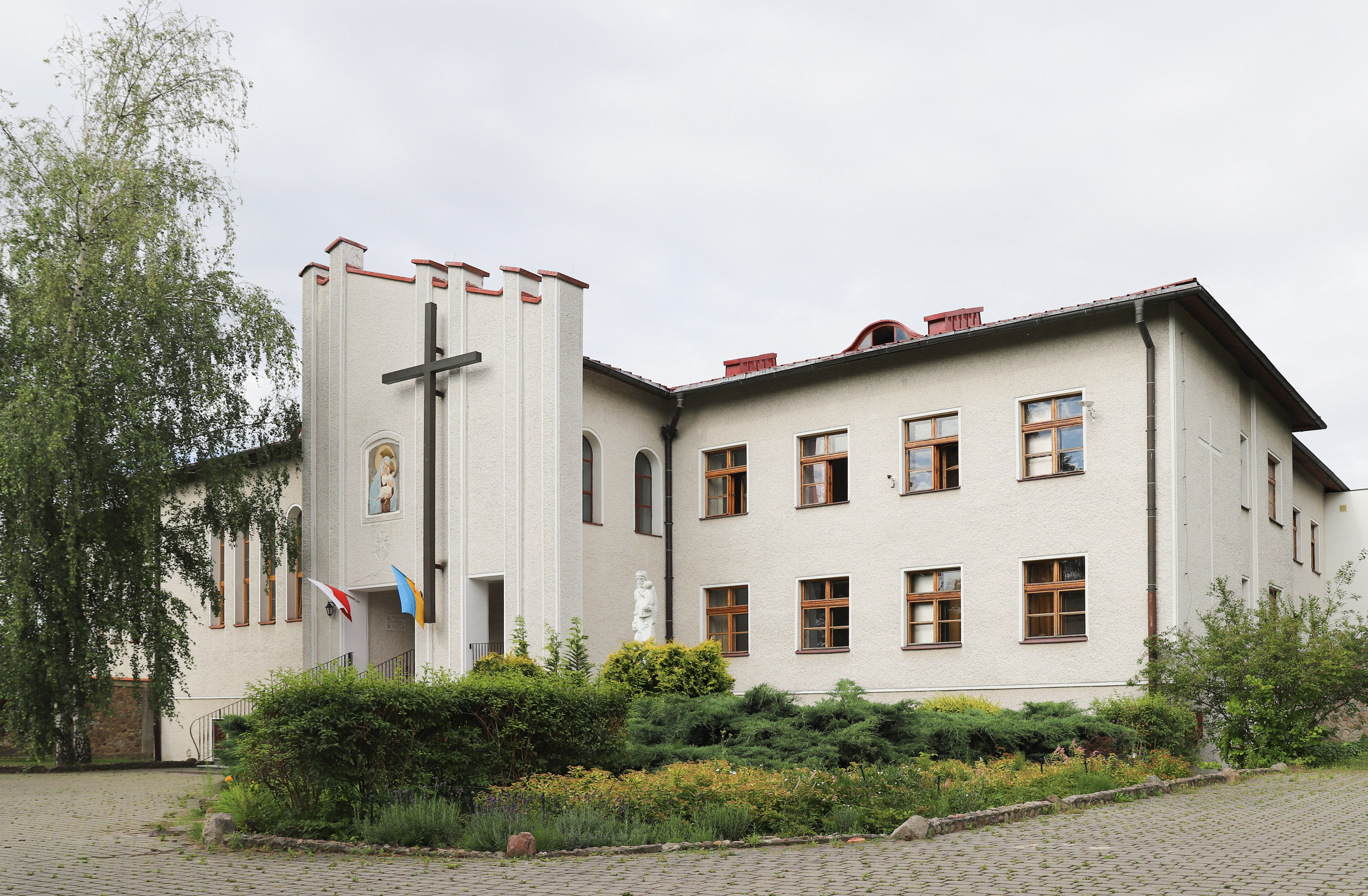
Klasztor Sióstr Karmelitanek Bosych

Klasztor Sióstr Karmelitanek mieści się przy ul. Cienistej. Znajduje się w nim kaplica pw. Świętej Rodziny, w której codziennie odprawiane są msze święte. Zakonnice żyjące w Gnieźnie wywodzą się ze wspólnoty w Tryszczynie koło Bydgoszczy, która na prośbę Prymasa kard. Józefa Glempa podjęła się budowy klasztoru na ofiarowanym na ten cel terenie. 30 czerwca 1995 roku grupa dziewięciu sióstr rozpoczęła życie w nowym klasztorze. Oprócz codziennej modlitwy i Eucharystii, siostry zajmują się ogrodem przy klasztorze, a także haftowaniem szat liturgicznych i sztandarów, z czego się utrzymują.

## Cmentarz

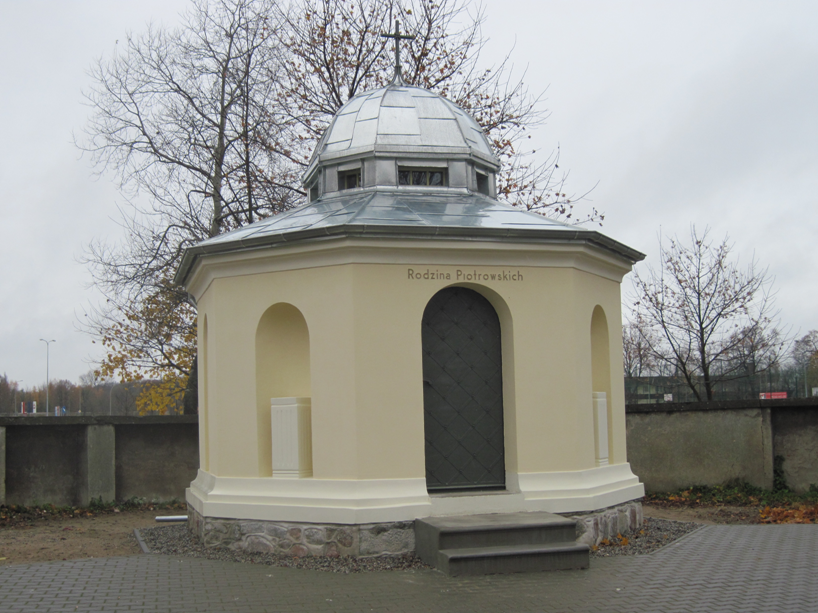
Grobowiec Rodziny Piotrowskich na cmentarzu

Cmentarz parafialny mieści się przy ul. Dalkoskiej. Powstał wraz z wybudowaniem szpitala „Dziekanka” w 1894 roku. Już od samego początku był on podzielony na kwaterę katolicką i ewangelicką. Zostali na nim pochowani zmarli pacjenci szpitala do roku 1939, a także zmarli wyznawcy Kościoła Ewangelicko-Augsburskiego do roku 1945. W czasie okupacji hitlerowskiej cmentarz był miejscem składania ciał zamordowanych pacjentów szpitala. W 1940 roku z polecenia ówczesnego dyrektora zniszczono większość grobów(ok. 90%). Do lat 70. także chowano tu zmarłych pacjentów. Następnie cmentarz został skomunalizowany, a w latach 90. przekazany Kurii Metropolitalnej. W 2008 roku cmentarz został przekazany parafii w zarząd. Do 2010 roku dokonano pięciu pochówków. W latach 1970–2008, kiedy cmentarz był wyłączony z użytku, zdewastowano wiele grobów. Obecnie znajduje się tam ok. 100 miejsc pochówków z różnych lat, najwcześniej z lat 1910–1920. Wiele grobów jest zapomnianych, zniszczonych; ok. połowa zachowanych nagrobków jest anonimowa – nie posiada tablic. Na terenie szpitala znajduje się zabytkowy grobowiec rodziny Piotrowskich, w tym Aleksandra Piotrowskiego, pierwszego polskiego dyrektora szpitala. W listopadzie 2010 roku zakończyła się renowacja tego grobowca. Z dniem 15 lipca 2011 roku cmentarz został ponownie przekazany w zarząd Kurii Metropolitalnej.

## Gazetka parafialna
Był to najpierw tygodnik, później dwutygodnik – bezpłatny, czterostronicowy dodatek do Przewodnika Katolickiego, informujący o najważniejszych wydarzeniach w parafii. Została założona w listopadzie 2009 roku przez ówczesnego diakona, przebywającego na praktykach w parafii – Radosława Tuszyńskiego. Zawieszono jej wydawanie w 2018 roku.

## Parafiana zewnątrz
Parafia cztery razy uczestniczyła w Parafiadzie Archidiecezji Gnieźnieńskiej w Inowrocławiu. W 2010 roku, debiutując zajęła II miejsce, rok później I miejsce. W 2013 roku zajęła IV miejsce, a w 2014 roku ponownie miejsce I. Uczestniczy także w różnych turniejach sportowych dla Służby Liturgicznej czy organizowanych przez PKS Kozal Gniezno. Parafia jest licznie reprezentowana na procesji z okazji odpustu ku czci św. Wojciecha, od 2008 roku bierze udział w Nocy Świętych. Młodzież parafii gromadzi się na krajowych i europejskich spotkaniach (Pielgrzymka Młodych do Grobu św. Wojciecha, Spotkanie Młodych na Lednicy czy ESM Taizé).